# Euxoa tocoyae
Euxoa tocoyae là một loài bướm đêm trong họ Noctuidae.